# Hodošan
Hodošan est un village de Croatie, situé dans le Comitat de Međimurje. Il fait partie de la municipalité de Donji Kraljevec (Međimurje).

## Démographie
En 2011, sa population était de 1 254 habitants. Elle est de 1 063 habitants en 2021.